# Red Eye (serie de televisión)
Red Eye es una serie de televisión británica de acción y suspenso de 2024. Está basada en una idea de Peter A. Dowling y tiene 6 episodios. La miniserie, estrenada en ITV, trata de un médico que debe ser extraditado a China bajo la acusación de haber matado a alguien y una policía que debe llevarlo allí, los cuales tienen que luchar luego en el vuelo por su supervivencia.

## Argumento
Dr. Matthew Nolan es un médico que regresa a Londres después de haber estado en una conferencia médica en China. Sin embargo, de repente, lo arrestan en el aeropuerto bajo la acusación de que mató a una mujer en un club nocturno chino. A pesar de sus declaraciones de inocencia, lo extraditan a China y tiene que tomar un vuelo nocturno a Pekín para ello acompañándole para ello la oficial de policía Hana Li.
Más tarde otro incidente impactante ocurre durante el vuelo. Una persona a bordo muere después de consumir una comida que en realidad estaba destinada a Nolan. La policía Li se da por ello cuenta poco a poco de que algo anda mal. Finalmente ambos se dan cuenta de que se encuentran en una trampa mortal de la que parece no haber escapatoria, especialmente porque el piloto se niega a abortar el vuelo. Juntos tienen que sobrevivir por ello la noche hasta aterrizar y descubrir qué juego peligroso se está jugando al respecto.

## Reparto
| Actor            | Personaje         | Descripción                                            |
| ---------------- | ----------------- | ------------------------------------------------------ |
| Richard Armitage | Dr. Matthew Nolan | Médico acusado de haber matado a alguien               |
| Jing Lusi        | DC Hana Li        | Policía responsable de la extradición de Nolan a China |
| Jonathan Aris    | John Tennant      | Jefe del MI6                                           |
| Parker Sawyers   | Eric Jones        | Agente de la CIA                                       |
| Lesley Sharp     | Madeline Delaney  | Jefe del MI5                                           |
| Kevan MacKenzie  | Len Delaney       | Superior de Delaney                                    |
| Natasha Patel    | Ayesha            | Enfermera                                              |
| David K.S. Tse   | Aìguó Táng        | Ministro chino                                         |
| Thomas Chaanhing | Chen              | Capitán del vuelo                                      |
| Aidan Cheng      | Wu                | Copiloto del vuelo                                     |

## Producción
La serie fue filmada en múltiples localidades en y alrededor de Londres.

## Recepción
La serie fue un gran éxito en el Reino Unido. Tuvo más de 8 millones de espectadores. El éxito fue tal, que Netflix decidió estrenarla en su programa el 15 de agosto de 2024.
La serie ha sido valorada en portales cinematográficos. En el portal cinematográfico IMDb. Con aproximadamente 4900 votos registrados al respecto, la serie obtiene en ese portal una media ponderada de 7 sobre 10. En cuanto a Rotten Tomatoes, el 53 % de los votos registrados en el portal dieron al filme una valoración positiva, mientras que el 45 % de los críticos en el portal le dieron una valoración positiva.